# Utvik
Utvik – wieś w zachodniej Norwegii, w okręgu Sogn og Fjordane, w gminie Stryn. Wieś położona jest u ujścia rzeki Storelva, na południowym wybrzeżu fiordu Nordfjord, 7 km na północ od miejscowości Byrkjelo i około 45 km na południowy zachód od Stryn. 
Wieś była ważnym portem handlowym i promowym z regularną trasą przez fiord. Prom zamknięto w 1936 roku, kiedy została zakończona budowa drogi wzdłuż fiordu Nordfjorden, łącząca Utvik z miejscowością Stryn.
W Utvik znajduje się kościół, który wybudowany został w 1840 roku.
W lipcu 2017 roku na skutek ulewnych opadów deszczu miała miejsce powódź błyskawiczna. Powódź spowodowała wiele zniszczeń.

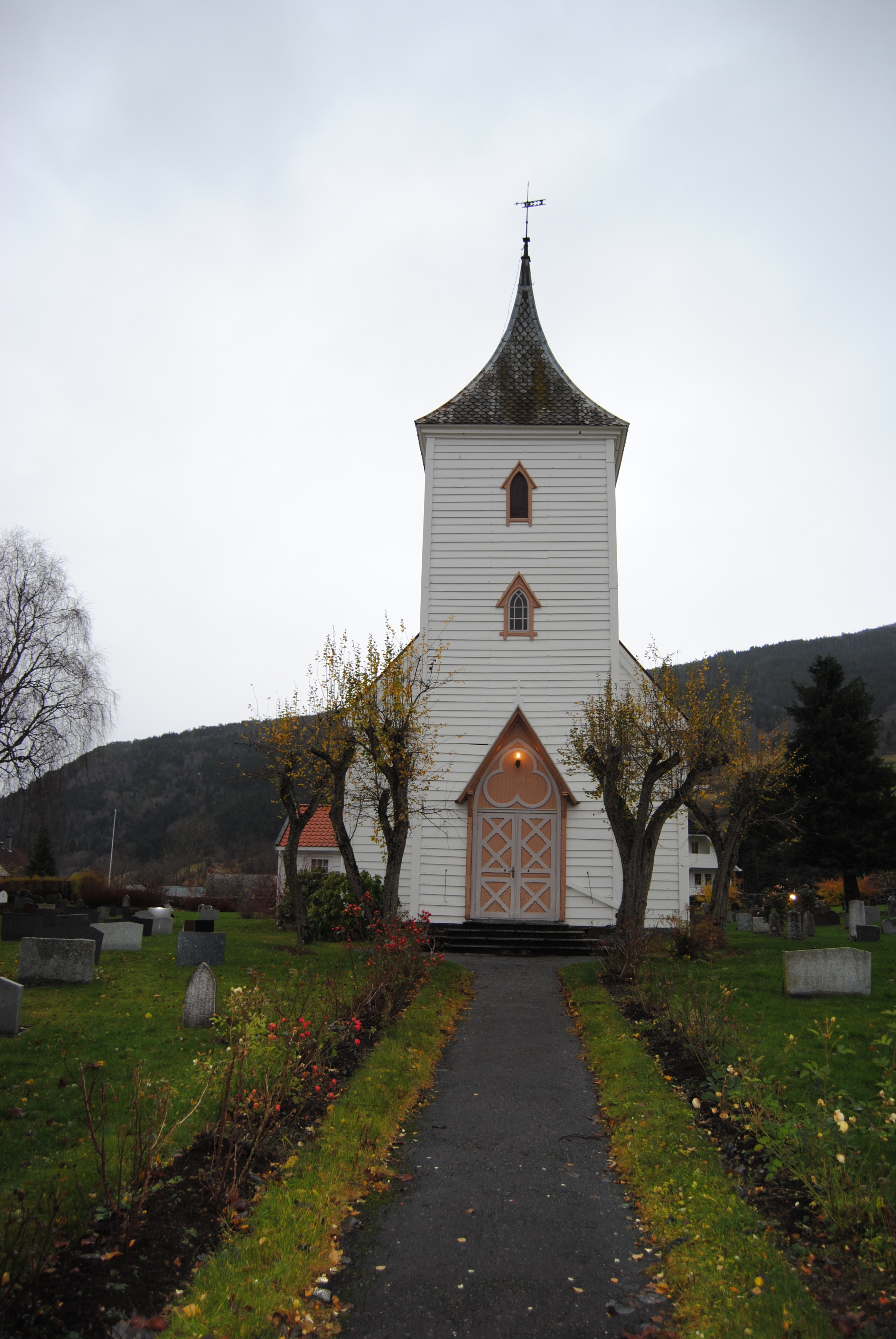
Kościół w Utvik